# Valan Air Company
Valan Air Company is een Moldavische luchtvrachtmaatschappij met haar thuisbasis in Chisinau.

## Geschiedenis
Valan Air Company is opgericht in 1993.

## Vloot
De vloot van Valan Air Company bestaat uit:(mrt.2007)
- 1 Antonov AN-12BP
- 1 Antonov AN-32B
- 1 Antonov AN-26B